# Engelseebrücke
Die Engelseebrücke ist eine 220 Meter lange Hohlkasten-Balkenbrücke und Teilstück der A 861. Die Zwillingsbrücke führt in getrennten Richtungsspuren zu den beiden Ostportalen des Tunnels Nollinger Berg. Die Anschlussstelle Rheinfelden-Mitte (2) führt von der B 316 auf die Autobahnbrücke.

## Geschichte
Der Spatenstich für die östliche Engelseebrücke fand unter Beteiligung von Prominenz am 9. Juni 1995 statt. In dieser ersten Baustufe war zunächst eine einbahnige Lösung möglich. Die Trasse führte vom Waidhof ostwärts über die Holzmatttalbrücke, die Dultenaugrabenbrücke und die Dorfbachtalbrücke zum Autobahndreieck Hochrhein, dann nach Süden durch den Tunnel Nollinger Berg und über die Engelseebrücke zum Anschluss an die B 316. Nach den Verkehrsunfällen im Mont-Blanc- und dem Tauerntunnel 1999 wurden die Sicherheitsvorstellungen für den Tunnel Nollinger Berg überarbeitet, so dass ab Dezember 2002 zunächst nur die Fahrrichtung Rheinfelden-Lörrach in Betrieb genommen wurde. Mit der Entscheidung, dass eine zweite Tunnelröhre gebaut werden soll, wurde auch eine Erweiterung der Engelseebrücke nötig. Die Baukosten für die Westbrücke wurden mit 4,6 Mio. Euro veranschlagt. Ihre Fertigstellung erfolgte im Herbst 2005. Vorangegangen waren umfangreiche und komplexe Flurbereinigungen, die für den Bau der Brücke bzw. der A 861 notwendig waren und sich bis ins Jahr 2018 hinzogen.